# Matti come tutti
Matti come tutti è il primo album solista di Massimo Riva, ex Front-Man della Steve Rogers Band e chitarrista di Vasco Rossi, pubblicato nel 1992 dalla Psycho BMG Ariola.

## Tracce
1. Tutti come matti – 4:22 (testi di Massimo Riva)
2. Lui Luigi – 3:03 (testi di Massimo Riva, Elio)
3. Un nuovo tipo d'amore – 4:39 (testi di Massimo Riva)
4. Vizi – 4:14 (testi di Massimo Riva)
5. La prossima volta – 4:06 (testi di Massimo Riva)
6. Maledetti – 4:46 (testi di Massimo Riva)
7. L'ultima città – 5:00 (testi di Massimo Riva)
8. Il rischio che ci piace – 5:30 (testi di Massimo Riva)
9. Ci sei tu – 6:05 (testi di Vasco Rossi, Massimo Riva)
10. Se il diavolo fosse il re – 5:53 (testi di Massimo Riva)

## Formazione
- Massimo Riva: Voce, Chitarra ritmica
- Maurizio Solieri: Chitarra solista in Tutti come matti e Lui Luigi,Vizi
- Elio: Voce di Luigi in Lui Luigi, cori in Il rischio che ci piace
- Geppi Frattali: Basso elettrico
- Mark Harris: Pianoforte in Lui Luigi
- Calliope: Fiati in Un nuovo tipo d'amore,Tutti come matti,Il rischio che ci piace,Maledetti
- Linda Wesley, Lola Faradey: Cori in Un nuovo tipo d'amore
- Curt Cress: Batteria
- T.M Stevens: Basso
- Martin Walsh: Chitarra
- Giacomo Giannotti: Tastiere
- Feiez, Giampi Alpiani: Cori in Un nuovo tipo d'amore,Se il diavolo fosse il re,Ci sei tu
- Costa Bravo: Cori in Il rischio che ci piace
- Orry Bulezzi: Cori in Vizi,Lui Luigi
- Giancarlo Porro: Sax solo in Ci sei tu
- Nicola Fragile, Sinth in La prossima volta
- Max Costa: Bass sinth e sequencer in La prossima volta
- Ignazio Morviducci: cori (Yeah yeah yeah yeah) in Lui Luigi
- Paul Panigade: Campanellino in L'ultima città

L'album è prodotto da Massimo Riva e Martin Walsh per l'etichetta discografica Psycho SRL.
I singoli estratti dall'album sono i seguenti: Tutti come matti, Lui Luigi, Un nuovo tipo d'amore.